# Gabriela Porubin
Gabriela Porubin (* 30. Mai 1994) ist eine ehemalige moldauische Tennisspielerin.

## Karriere
Porubin spielte vor allem Turniere der ITF Women’s World Tennis Tour, wo sie einen Titel im Doppel gewinnen konnte.
2013, 2014 und 2017 trat sie für die Moldauische Billie-Jean-King-Cup-Mannschaft an.

### College Tennis
2014 bis 2018 spielte sie für das Damentennisteam der Shockers der Wichita State University.

## Turniersiege

### Doppel
| Nr. | Datum | Turnier | Kategorie   | Belag | Partnerin    | Finalgegnerinnen                  | Ergebnis |
| --- | ----- | ------- | ----------- | ----- | ------------ | --------------------------------- | -------- |
| 1.  | 2012  |         | ITF $10.000 | Sand  | Alice Moroni | Stefania Fadabini Giulia Gasparri | 6:1, 6:3 |